# Molnár Lajos (eszperantista)
Molnár Lajos (Szolnok, 1940. október 14.) magyar gyermekgyógyász szakorvos, radiológus, a fertőző betegségek szakorvosa, eszperantista, wikipédista. A Budapesti Orvos-Egészségügyi Eszperantó Szakcsoport (BOEESZ) elnöke.

## Életútja
Édesapja, Molnár Mihály Tiszapüspökiben az általános iskola igazgatója, édesanyja, Czigeldrom Ilona ugyanott tanítónő volt. Az általános iskola első osztályát még Tiszapüspökiben végezte el. A falu népe tüntetett az államosítás ellen, ezért az Államvédelmi Hatóság "példát statuált", azaz letartóztatták és "internálták" a papot, a jegyzőt és az igazgató tanítót. Édesapjára semmit sem tudtak rábizonyítani, ezért tíz hónap internálás után szabadult, de egész további életében beosztott tanító maradt, másodosztályú állampolgárként kezelték. Szülei úgy döntöttek, hogy gyermeküket meg kell kímélni az osztálytársak gúnyolódásától, ezért második osztályba Aszófőn, egy kis, osztatlan általános iskolába járatták. 
A család Törökszentmiklósra költözött, ott fejezte be általános iskolai és gimnáziumi tanulmányait. A törökszentmiklósi Bercsényi Miklós Gimnáziumban érettségizett, kitűnő eredménnyel. 1959-től 1961-ig a Pécsi Orvostudományi Egyetem hallgatója volt. Az eszperantó nyelvvel 1960 nyarán ismerkedett meg, amikor a nyári szünet második felében naponta egy leckét megtanult Baghy Gyula Eszperantó Nyelvkönyvéből. Lelkesedését az egyetem vezető lektora hűtötte le, aki azt állította, hogy "az eszperantó nem nyelv". 
1961-ben szülei Maglódra költöztek, onnan járt be vonattal a Budapesti Orvostudományi Egyetemre. Jó tanulmányi eredményei és a tanulmányi versenyeken elért három első, két második és egy harmadik helyezése miatt az egyetem utolsó éveiben felvették a Naphegy-téri Kollégiumba. Két évig demonstrátor volt az I. Kórbonctani és Kísérleti Rákkutató Intézetben, hatodéves korában pedig mentőtisztként dolgozott az Országos Mentőszolgálatnál. Az egyetem elvégzése után 1965-től 1983-ig a Fővárosi László Kórházban dolgozott, ahol a legelső munkahelye Prof. dr. Kalocsay Kálmán, világhírű eszperantista költő és műfordító belgyógyászati osztályán volt. Itt ismerkedett meg személyesen az eszperantó világirodalom másik óriásával, Baghy Gyulával, akinek utolsó tanítványa lett, – és aki egy életre megszerettette vele a nemzetközi nyelvet.
Szakmai pályafutása során 1969-ben szakorvosi képesítést szerzett fertőző betegségekből, 1971-ben csecsemő- és gyermekbetegségekből, 1983-ban orvosi radiológiából. 1983-tól 1992-ig az Országos Kardiológiai Intézet Röntgen-Haemodinamikai Osztályán dolgozott, majd 1992-től 2002-ig, nyugdíjba vonulásáig az Igazságügyi Minisztérium BV Központi Kórház Képalkotó Diagnosztikai Osztályának főorvosa volt.
Több mint tíz éven át a Fővárosi László Kórházban működő Ápolónőképző Iskola előadója volt, részt vett az orvostan-hallgatók és szigorló orvosok fertőző kórházi gyakorlatainak vezetésében.

### Családja
1966-ban nősült, felesége dr. Farkas Julianna, szemész szakorvos; két leánygyermeke van, Anikó (1970) matematika, kémia és eszperantó szakos gimnáziumi tanár és Fanni (1973) szemész szakorvos.

### Eszperantó tevékenysége
1960-ban ismerte meg az eszperantó nyelvet. 1968-ban, Lengyelországban, Miedzygorzéban vett részt először, feleségével, dr. Farkas Juliannával együtt az Ora Pola Aŭtuno (Arany Lengyel Ősz) nevű, nemzetközi eszperantista találkozón. Itt győződött meg arról, hogy az eszperantó teljes értékű, a nemzetközi kapcsolatokban kitűnően használható hídnyelv. 1971 májusában, Mariborban Nemzetközi Vasutas Eszperantó Kongresszuson vett részt, 1971 októberében eszperantó nyelvtanfolyamot szervezett a Fővárosi László Kórházban orvosok, ápolónők és asszisztensek számára. A tanfolyamot dr. Nanovfszky Károlyné vezette, akinek a fia, Prof. dr. Nanovfszky György nagykövet, egyetemi tanár, a Magyarországi Eszperantó Szövetség tiszteletbeli elnöke. 
1972 júliusában részt vett az Eszperantista Ifjúsági Világszövetség (TEJO) 28. kongresszusán, Torunban, Lengyelországban. Ugyancsak 1972-ben, a Budapesti Orvos-Egészségügyi Eszperantó Szakcsoport októberi összejövetelén megalakult az Eszperantista Orvosok Világszövetsége (UMEA) Magyar Szekciója, melynek ügyvezető elnöke dr. Ferenczy Imre főorvos lett, tudományos tanácsadójává pedig dr. Hegyi István főorvost választották meg. 1974-ben – prof. dr. Kalocsay Kálmánnal együttműködve – szerkesztette az Egészségügyi Minisztérium kiadásában megjelent, többnyelvű Egészségügyi Gazdasági Szótár eszperantó nyelvű részét.
1975-től kezdve működött együtt Prof. dr. Haszpra Ottóval, a Sciencaj Komunikaĵoj (Tudományos Közlemények) szerkesztőjével. Ez a lap a nagy-sikerű Budapeŝta Informilo tudományos melléklete volt, amelyben a budapesti Orvos-Egészségügyi Eszperantó Szakcsoport több tagjának az írásai jelentek meg. 1977 nyarán részt vett Krakkóban az I. Nemzetközi Orvos-Egészségügyi Eszperantó Konferencián (Internacia Medicinista Esperanto-Konferenco, IMEK). Itt ismerkedett meg Prof. dr. Włodzimierz Opokával és Faragó Katalinnal, akikkel évtizedeken át működött együtt. Még ezen a nyáron részt vett a Faragó Katalin által, Hódmezővásárhelyen rendezett Orvos-Egészségügyi Eszperantó Találkozón. 
1978-ban vett részt először eszperantó világkongresszuson, a bulgáriai Várnában. Ezt követően még tizennégy eszperantó világkongresszuson vett részt. 1979-ben a Faragó Katalin által, Hódmezővásárhelyen rendezett II. Nemzetközi Orvos-Egészségügyi Eszperantó-Konferencián a Budapesti Orvos-Egészségügyi Eszperantó Szakcsoport tagsága segítségével szervezte meg a 35 tudományos és népszerű-tudományos előadásból álló sorozatot a 8 országból érkezett 150 résztvevő számára. 1980-ban feleségével, dr. Farkas Juliannával együtt Jószai Sándor képzőművésztől megrendeltek 30 Zamenhof Emlékérmet, amelyeket később a hűséges és sikeres eszperantó-tevékenységet végző szakcsoport-tagoknak és a Szakcsoportot segítő, kiváló eszperantistáknak ünnepi összejöveteleken adtak át.
1981-ben, Ruse városban, Bulgáriában részt vett a III. Nemzetközi Orvos-Egészségügyi Eszperantó Konferencián. 1983-ban Poprádon, a IV. IMEK-en vett részt, majd ez után a Szakcsoport többi, orvos-tagjaival együtt a Budapesten megrendezett 68. Eszperantó Világkongresszus egészségügyi ellátását segítette. 1983 és 1985 között a Szakcsoport munkatársaival, dr. Fehér Miklóssal és dr. Szemők Balázzsal együtt összegyűjtötte a Prof. dr. Szerdahelyi István és dr. Koutny Ilona által szerkesztett Magyar-Eszperantó Kéziszótár állatorvosi, általános orvosi, anatómiai, élelmiszeripari, erdészeti, fogorvosi, fogtechnikai, gyógyszerészeti és mezőgazdasági szakmai szótári anyagát. 
1985-ben, az akkori Német Demokratikus Köztársaságban (NDK), Schwerinben vett részt az V. IMEK-en, ez után Berlinben találkozott Prof. dr. Owe Bruno Fahlke eszperantista nyelvésszel, akivel 1969-óta leveleztek és aki haláláig támogatta a Szakcsoportot. 1988-ban csatlakozott a Szakcsoporthoz Sárközi János fizikus, kiváló eszperantista, aki eszperantó nyelvre fordította a Szakcsoport "Laborant-protektado antaŭ la ekrano" (Munkavédelem a képernyő előtt) c. kiadványát. 1989-ben meghalt a Szakcsoport elnöke, dr. Gajzágó Istvánné. Azóta dr. Molnár Lajos a Szakcsoport elnöke, dr. Denke Péter Pál a titkár és dr. Farkas Julianna intézi a Szakcsoport pénzügyeit és kapcsolattartását. 1991-ben mindhárman részt vettek a 76. Eszperantó Világkongresszuson Bergenben, Norvégiában, amely után bejárták a Skandináv Félszigetet. Ezt az utazást Evva Margit Espertur nevű utazási irodája szervezte meg. 1992-ben a 77. (Bécs), 1993-ban a 78. (Valencia), 1995-ben a 80. (Tampere) Eszperantó Világkongresszuson és az UMEA közgyűlésein vett részt. 
1996-ban volt Hódmezővásárhelyen a II. Európai Orvos-Egészségügyi Eszperantó Kongresszus, melynek a főrendezője ismét Faragó Katalin volt. Ezután számos résztvevővel együtt utazott a 81. Eszperantó Világkongresszusra, Prágába. A Világkongresszusról hazatérve dr. Molnár Lajos cikksorozatot jelentetett meg az eszperantó nyelvről és mozgalomról szóló Prágai Kiáltványról az Ez a Hét c. hetilapban. 1997-ben, a XI., jubileumi IMEK-en, Krakkóban ismerkedett meg személyesen Masayuki Saionji mesterrel, a Yumeiho-terápia megalkotójával, valamint dr. Wolfgang Günther, dr. Budaházy István és dr. Andrzej Wegrzyn eszperantista kollégákkal. 1998-ban a 83. (Montpellier), 1999-ben a 84. (Berlin), 2001-ben a 86. (Zágráb) Eszperantó Világkongresszuson való részvétel és autóbuszos körutazások következtek, ezeket Princz Oszkár, a Magyarországi Eszperantó Szövetség akkori főtitkára vezette. 
Zágrábban, az UMEA közgyűlésén a Budapesti Orvos-Egészségügyi Eszperantó Szakcsoport közössége UMEA Shinoda-díjat kapott. Az ezredforduló éveiben csatlakozott a Szakcsoporthoz Thierry Salomon, aki dr. Molnár Lajost és dr. Farkas Juliannát a számítógép használatának alapismereteire megtanította, Prof. dr. Dudich Endre, aki élete végéig támogatta előadásaival és írásaival a Szakcsoportot, valamint Mészáros István, aki szintén felbecsülhetetlen segítséget nyújtott a Szakcsoport munkájához. 2002-ben dr. Molnár Lajos kiadványt szerkesztett "És még mire jó nekem az eszperantó?" címmel, azoknak a fiataloknak, akik az ezredfordulón sikeres, államilag elismert, eszperantó nyelvvizsgát tettek. Ugyancsak 2002-ben részt vett "Az Európai Unió és a nyelvi kérdés" c. folyóirat szerkesztésében, amelynek a főszerkesztője Princz Oszkár, munkatársai Gados László, Mészáros István, Thierry Salomon, Vida János és Wacha Balázs voltak. A folyóirattal első sorban a politikusok figyelmét igyekeztek felhívni az eszperantó nyelvben rejlő előnyökre és lehetőségekre a soknyelvű Európai Unióban. 
2003-ban részt vett a Göteborgban rendezett 88. Eszperantó Világkongresszuson. Ezt, és a következő, autóbuszos körutakat Harangozó Lajos, a Pest Megyei Eszperantisták Szervezetének elnöke a Nemzetközi Rendőr Szövetséggel (IPA) együtt tervezte és szervezte meg, – minden résztvevőnek életre szóló élményt jelentettek. 2003-ban és 2004-ben 17, különböző nemzetből származó munkatárssal együtt dr. Molnár Lajos szerkesztésében elkészült a "Szerződés Európai Alkotmány létrehozásáról" I. és II. részének eszperantó fordítása. A párhuzamos, magyar-eszperantó és angol-eszperantó kiadások 2005-ben készültek el Szabó Imre Saluton Nyomdájában, a szövegek nyomdai előkészítését Mészáros István végezte. Az angol-eszperantó változatot dr. Seán Ó Riain, Írországnak az Európai Unióban működő diplomatája, az Európai Eszperantó Unió elnöke az Európai Parlament 800 képviselőjének és munkatársának adta át. A 80-oldalas kiadvány függelékében olvashatók a "Dióhéjban az eszperantóról", a "Nyelvtani ízelítő" és "A Magyar Tudományos Akadémia Nyelvtudományi Intézetének nyilatkozata az eszperantóról, mint élő nyelvről" c. fejezetek. Ilymódon a Budapesti Orvos-Egészségügyi Eszperantó Szakcsoport az Európai Unió történetében először juttatta el az eszperantó gondolatát az Európai Parlament képviselőinek. 
2005-ben részt vett Vilniusban a 90. Eszperantó Világkongresszuson és az UMEA közgyűlésén, majd a Szakcsoport tagjainak közreműködésével eszperantó nyelvre fordította dr. Kulcsár Gyula "Passzív tumorellenes védelmi rendszer" (PADS) c. tudományos értekezését. 2006 májusában Alex Kadar, francia eszperantista számítógépes szakember segítségével létrehozta az esperanto-en-lernejojn@googlegroups.com levelező listát az eszperantó nyelv iskolai oktatásának támogatására. 2006 júliusában, Firenzében, a 91. Eszperantó Világkongresszuson, az Eszperantó Tanárok Nemzetközi Ligája (ILEI) közgyűlésén előadást tartott arról, hogy hogyan segíthetné az eszperantó mozgalom a nyelvtanárok munkáját, az UMEA közgyűlésén pedig a PADS-ról tartott előadást. Az előadás végén 50 CD-t adott át a résztvevőknek, a CD-k Kulcsár Gyula előadását tartalmazták eszperantó nyelvű aláírással. Az aláírás szövegét dr. Molnár Lajos fordította eszperantóra és Mészáros István vitte CD-re számítógéppel. 
2006 őszén részt vett a Visegrádi Négyek országaiban tevékenykedő eszperantisták első találkozóján, Budapesten. A találkozót Prof. dr. Nanovfszky György, Prof. dr. Dudich Endre és Szabó Imre, a MESZ elnöke szervezték. 2006 és 2010 között részt vett Mészáros István kiváló, sokoldalú, gazdag anyagot felölelő http://www.egalite.hu honlapjának szerkesztésében, az eszperantó nyelv oktatástámogató értékét bemutató cikkek írásával. Éveken át összegyűjtötte a világ eszperantó nyelvet is tanító általános, középfokú és felső fokú iskoláinak jegyzékét, lehetővé téve ezeknek az iskoláknak a kapcsolatfelvételét. A címjegyzékek a fenti honlapon megtalálhatók a Strategia plano por antau'enigi la lernejan instruadon de Esperanto című, 15-nyelvű tervezettel együtt, amely az általános iskolákban elsőként tanítandó idegen nyelvként és képességfejlesztő tantárgyként, a középiskolákban a kultúrák közötti párbeszéd egyenjogú, nyelvi eszközeként, az egyetemeken és főiskolákon "katalizátor nyelvként", a klasszikus, latin-görög, tudományos szókincs elsajátításának megkönnyítésére ajánlja az eszperantó nyelv tanítását.
2008-ban részt vett Krakkóban a XVI. IMEK-en, az ott rendezett nemzetközi Yumeiho-vizsga vizsgabizottságának tagjaként. 2010-ben létrehozta az eszperantó nyelvű Wikipédiában a "Boreliozo Lyme" című összefoglalást (http://eo.wikipedia.org/wiki/Boreliozo_Lyme), részt vett Hódmezővásárhelyen a XVII. IMEK-en, majd munkatársa lett a TATOEBA nevű, soknyelvű, elektronikus mondatgyűjteménynek. Ugyancsak 2010-ben elindította a medicinistoj-por-esperanto@googlegroups.com levelező listát az Eszperantista Orvosok Világszövetsége működésének támogatására. 2011-ben megalapította az Amikaro de la Eu'ropa Esperanto-Unio nevű Facebook-oldalt. 2012-ben dr. Farkas Juliannával együtt eszperantó nyelvre fordította Magyarország Alaptörvényét. 
2012 nyarán részt vett a csehországi Opavában a XVIII. IMEK-en. 2014 nyarán a Budapesti Orvos-Egészségügyi Eszperantó Szakcsoport tagságával együtt segítette a XIX., budapesti IMEK rendezőinek – Faragó Katalin, Nagy János és Prof. dr. Włodzimierz Opoka – munkáját. 2015 nyarán Prof. dr. Márkus Gábor szervezésében a Szakcsoport fogadta a dél-koreai ifjúsági eszperantista csoport látogatóit, akiknek dr. Molnár Lajos előadást tartott a gellérthegyi Filozófusok Kertjében. 2016-ban részt vett Szlovákiában, Nyitrán a 101. Eszperantó Világkongresszuson és az UMEA közgyűlésén, továbbá a Világkongresszus keretében tartott Visegrádi Négyek Nyelvpolitikai Konferenciáján, amelynek egyik hivatalos nyelve az eszperantó volt. 
2016-ban alakult meg az Eu'razia Kultura Centro (Eurázsiai Kulturális Központ) amelynek elnöke Prof. dr. Márkus Gábor, titkára és oktatási felügyelője dr. Farkas Julianna, tudományos fő-munkatársa dr. Molnár Lajos lett. 2019 március 6-án a Szakcsoport megalakulásának 50. évfordulóján előadást tartott Mozaikeroj el la antau'historio kaj 50-jara vivo de nia Budapes'ta Medicina Esperanto-Fakgrupo (Mozaikok a Budapesti Orvos-Egészségügyi Eszperantó Szakcsoportunk előtörténetéből és 50 éves életéből) címmel. 2019 július 28-án elindította a v4-landoj-kaj-esperanto@googlegroups.com levelező listát, amelynek célja az eszperantó nyelv oktatásának előmozdítása a Visegrádi Négyek általános iskoláiban, első idegen nyelvként és képességfejlesztő tantárgyként.

## Publikációi

### Magyar nyelven[3]
- Molnár Lajos dr. és Sepp Csaba dr.: A fejlődési rendellenességek aetiologiája (Irodalmi összefoglaló) Gyermekgyógyászat, XIX:133-139, (1968)
- Kovács Ferenc dr., Baranyai Elza dr., Tóth László dr.., Lénárt Júlia dr., Molnár Lajos dr., Vukmirovits György dr.: A rubeola idegrendszeri szövődményei Orvosi Hetilap, 111:(7) 369-372. (1970)
- Baranyai Elza dr. és Molnár Lajos dr.: Enterális infectiók Intestopan-kezelése Gyógyszereink 22:362-367. (1972)
- Baranyai Elza dr. és Molnár Lajos dr.: Vírus-hepatitis és panmyelopathia Gyermekgyógyászat, 25:204-207.1974.
- Molnár Lajos dr. és Bán Éva dr.: A dysenteria ritka szövődménye: urethritis et vulvovaginitis shigellosa Gyermekgyógyászat, 25:389-392.1974.
- Nyerges Gábor dr., Nyerges Gáborné dr., Molnár Lajos dr. és Kovács Ferenc dr.: Leukocyta migratiós vizsgálatok agyszövet-antigénekkel Landry-Guillain-Barré syndromában és encephalomyelitis disseminata acutában Orvosi Hetilap, 116:(22)1266-1271.(1975)
- Molnár Lajos dr. és Garami Edit dr.: A pertussis aktuális kérdései Gyermekgyógyászat, 26:449-460.1975.
- Molnár Lajos dr. és Nyerges Gábor dr.: Corticosteroid és cytostaticus kezelésben részesült gyermekek varicellája Orvosi Hetilap, 117:(38)2291-2296.(1976)
- Kovács Katalin dr., Molnár Lajos dr., Farkas Zsolt dr., Rodé Magdolna dr. és Nyerges Gábor dr.: A normális immunglobulin hatástalansága heveny légúti betegségek megelőzésében  Magyar Pediáter, 10:185-187.(1976)
- Molnár Lajos dr.: Egészségügyi eszperantisták Gyógyszerészet, 20:(6)226-227.1976.
- Nyerges Gábor dr. és Molnár Lajos dr.: Nyálkahártya-bőr-nyirokcsomó szindróma Gyermekgyógyászat, 27:538-542.1976.
- Molnár Lajos dr., Nyerges Gábor dr. és Nemes Józsefné: Kórházi eredetű légúti fertőzések közös gyermek-kórtermekben  Budapesti Közegészségügy, IX: /2/.58-59.1977. /  Egészségügyi Munka, XXIV:(11)329-331.1977.
- Molnár Lajos dr. és Nyerges Gábor dr.: A Lewin.típusú apnoe-alarm készülék alkalmazása pertussisos csecsemők megfigyelésére Gyermekgyógyászat, 28:279-282.1977.
- Molnár Lajos dr.: Kísérletek eszperantó nyelvű különlenyomatkérő lappal Gyógyszerészet, 21:(12)464-465.1977.
- Molnár Lajos dr., Nyerges Gábor dr. és Losonczy György dr.: Az emberről-emberre terjedő Salmonella-fertőzések néhány járványtani sajátossága kórházi körülmények között Orvosi Hetilap, 119:(37)2263-2266.1978.
- Molnár Lajos dr.: Egészségügyi eszperantisták tanácskozása Gyógyszerészet, 22:(10)393-394.1978.
- Molnár Lajos dr., Nyerges Gábor dr., Bognár Szilárd dr. és Bán Éva dr.: Kemoterápiás vizsgálatok gyermekkori Salmonella-ürítés megelőzésére és megszüntetésére Gyermekgyógyászat, 31:107-113.1980.
- Molnár Lajos dr. és Bencsikné Kubinyi Éva: A liquor üledékének vizsgálata módosított Sayk-féle ülepítő kamrával  Orvosi Hetilap, 121:(24)1445-1447.1980.
- Hajdi György dr., Pataki Margit dr., Nyerges Gábor dr. és Molnár Lajos dr.: Az újszülöttkori Salmonella-fertőzések klinikai sajátosságai  Gyermekgyógyászat, 33:303-312.1982.
- Molnár Lajos dr.: Nyelvi jogok – Nyelvi sokszínűség  Ez a Hét, IV:(14)22-23.1997.
- Molnár Lajos dr.: Emberi emancipáció  Ez a Hét, IV:(19)22-23.1997.
- Molnár Lajos dr.: Eszperantista orvosok tanácskozása  Ez A Hét, IV:(38)22.1997.
- Molnár Lajos dr. (szerkesztő): És még mire jó nekem az eszperantó?[4] – kiadó: Magyarországi Eszperantó Szövetség – 2002 ISBN 963 571 467 x
- Farkas Julanna dr. és Molnár Lajos dr.: Családmenedzser: szakma, foglalkozás, hivatás  2015.

### Eszperantó és/vagy más nyelveken
- G. Nyerges, GY. Nyerges, L. Molnár and F. Kovács: Leukocyte migration inhibition by brain tissue antigens in acute inflammatory diseases of the nervous  system Acta Allergologica, 29:433-443.1974.
- Lajos Molnár d-ro kaj Gábor Nyerges d-ro: Varicelo de infanoj kuracitaj per kortikosteroidoj kaj imunsubpremantaj medikamentoj Medicina Internacia Revuo, 7:(1)11-17.1976.
- Lajos Molnár d-ro: Historio kaj evoluo de la Budapes'ta Medicina Esperanto-Fakgrupo  Sciencaj Komunikaj'oj  1976. julia numero: pag'oj 5-6.
- A. Osváth-Marton, É. Bán, L. Molnár: Occurrence of Enterotoxin-producing Staphylococcus aureus in Enterocolitis of Chiildren  Zentralblatt für Bakteriologie, Parasitenkunde, Infektionskrankheiten und Hygiene – I. Abt. Supplement 5:975-980.1976.
- G. Nyerges, M. Barna, L. Molnár: Mucocutaneous lymph node syndrome: Three cases observed in Hungary Acta Peadiatrica Academiae Scientiarum Hungaricae, 19:(1)1-7.1978.
- L. Molnár d-ro, G.Nyerges d-ro, Gy. Losonczy d-ro: Kelkaj epidemiologiaj specifecoj de Salmonelo-infektoj, disvastig'antaj de homo al homo inter hospitalaj kondic'oj  Medicina Internacia Revuo, 8:(2)45-54.1978.
- M. Barna dr., L. Molnár dr., O. Varsányi dr., G. Nyerges dr.:  Mucocutaneous lymph node syndrome: Seven cases observed in Hungary  VII. International Congress of Infectious and Parasitic Diseases, Varna, III:499-501.1978.
- 1978-tól kezdve, Láng Miklós, a Gyógyszerészet c. folyóirat technikai szerkesztőjének felkérésére évekig eszperantó nyelvre fordította az ott  megjelent dolgozatok összefoglalásait.
- Lajos Molnár d-ro: Dek-jara agado de la Budapes'ta Medicina Esperanto-Fakgrupo  Medicina Internacia Revuo, 9:13-17.1980.
- G. Nyerges, Zs. Mészner, L. Molnár, L. Tímár: Infektionskrankheiten bei Immundefektzustand des Kindes  Paediatrie und Grenzgebiete, 19:89-96.1980.
- Lajos Molnár d-ro: Ekzameno de sedimento de la cerbospina fluidaj'o helpe de modifita sedimentiga kamero de Sayk  Medicina Internacia Revuo, 10:47-53.1982.
- Gerhard Heine kaj Lajos Molnár: Nova, du- kaj tridimensia radiologia metodo por lokalizi la rens'tonojn dum la operacio  Medicina Internacia Revuo, 10:54-60.1982.
- Strategia plano por antau'enigi la lernejan instruadon de Esperanto (2008) http://www.egalite.hu/strateg/stratindex.htm
- Molnár Lajos dr., Farkas Julianna dr.: Fundamenta Leg'o de Hungario (La 25-an de aprilo, 2011.) – Magyarország Alaptörvénye (2011. április 25.)  Dulingva manuskripto, kétnyelvű kézirat, 2012.
- J. Farkas, L. Molnár: Family Manager: Profession, Occupation, Vocation http://ipernity.com/blog/45435/637647 2014.
- D-rino Julianna Farkas kaj d-ro Ludoviko Molnár: Familimanaĝero: fako, okupiĝo, profesio 2015.
- Artikoloj de d-ro Lajos Molnár

## Díjak, elismerések
- Zamenhof Memordiplomo – 2020
- Markusovszky díj – Orvosi Hetilap díja, – 1977[5]
- Nicolaus Copernicus Medicus 1473-1543 – Academia Medica Cracoviensis 1973 emlékérem, 1977
- Universitas Medicinae Semmelweis Budapestini 1951-1976 emlékérem, 1978
- Zamenhof-emlékérem – a japán Hideo Shinoda professzor által alapított díj – 1979[6]
- A Budapesti Orvos-Egészségügyi Eszperantó Szakcsoport kollektív, UMEA Shinoda-díja, 2001
- 100 Jaroj de UMEA 1908-2008 16-a IMEK Krakovo – Pollando emlékérem, 2008

## Társasági tagság
- Magyarországi Eszperantó Szövetség (MESZ) – 1965
- Ferencvárosi Természetbarát Sportegyesület – 1965
- Budapesti Orvos-Egészségügyi Eszperantó Szakcsoport – 1969[7]
- Universala Esperanto-Asocio (UEA = Eszperantó Világszövetség) – 1969
- Magyar Gyermekorvosok Társasága – 1971
- Universala Medicina Esperanto-Asocio (UMEA = Orvos-Egészségügyi Eszperantó Világszövetség) 1973
- Magyar Radiológusok Társasága – 1983
- Semmelweis Egyetem Baráti Köre – 1990